# Червонецька сільська рада
Червонецька сільська рада (Червонянська сільська рада) — колишня адміністративно-територіальна одиниця та орган місцевого самоврядування у Янушпільському районі Бердичівської округи Української СРР з адміністративним центром у хуторі Червоне.

## Населені пункти
Сільській раді на час ліквідації були підпорядковані населені пункти:
- х. Богданів;
- х. Червоне.

## Населення
Відповідно до перепису населення СРСР, станом на 17 грудня 1926 року, чисельність населення ради становила 416 осіб, з них, за статтю: чоловіків — 251, жінок — 245, етнічний склад: українців — 214, поляків — 282. Кількість господарств — 112, з них несільського типу — 7.
Кількість населення ради станом на 1931 рік становила 553 особи.

## Історія та адміністративний устрій
Створена 2 лютого 1926 року в х. Червоне Маловолицької сільської ради Янушпільського району Бердичівської округи. Станом на 17 лютого 1926 року у підпорядкуванні значився х. Богданів.
Точну дату ліквідації не встановлено, очевидно, не пізніше 1939 року. На 1 жовтня 1941 року населені пункти ради значилися у підпорядкуванні Лісово-Слобідської сільської управи.